# غاستون لورو
غاستون لورو هو سياسي كندي، ولد في 1 أكتوبر 1948 في مونتريال في كندا. حزبياً، نشط في الكتلة الكيبيكية. وقد انتخب عضو مجلس العموم الكندي.